# Velika nagrada Roussillona 1946
Velika nagrada Roussillona 1946 je bila šesta dirka za Veliko nagrado v Sezoni Velikih nagrad 1946. Odvijala se je 30. julija 1946 na dirkališču Perpignan. 

## Rezultati

### Prijavljeni
| Št | Dirkač              | Moštvo                | Dirkalnik           | Motor        |
| -- | ------------------- | --------------------- | ------------------- | ------------ |
| 2  | Jean-Pierre Wimille | Alfa Corse            | Alfa Romeo 308      | Alfa Romeo   |
| 4  | Taso Mathieson      | Taso Mathieson        | Maserati 8C         | Maserati 8C  |
| 6  | Eugène Chaboud      | SFACS Ecurie France   | Delahaye 135S       | Delahaye     |
| 8  | Georges Grignard    | SFACS Ecurie France   | Delahaye 135S       | Delahaye     |
| 10 | Louis Villeneuve    | Louis Villeneuve      | Delahaye 135S       | Delahaye     |
| 12 | Raymond Sommer      | Raymond Sommer        | Maserati 4CL        | Maserati 4CL |
| 14 | Robert Mazaud       | Robert Mazaud         | Delahaye 135S       | Delahaye     |
| 18 | Maurice Trintignant | Maurice Trintignant   | Bugatti Type 35C/51 | Bugatti      |
| 20 | Raph                | Ecurie Naphtra Course | Maserati 4CL        | Maserati 4CL |
| 24 | Henri Louveau       | Scuderia Milano       | Maserati 4CL        | Maserati 4CL |

### Dirka
| Poz | Št | Dirkač              | Dirkalnik           | Krogi | Čas/Odstop | Št. m. |
| --- | -- | ------------------- | ------------------- | ----- | ---------- | ------ |
| 1   | 2  | Jean-Pierre Wimille | Alfa Romeo 308      | 68    | 1:36:31.6  | 1      |
| 2   | 24 | Henri Louveau       | Maserati 4CL        | 56    | +12 krogov |        |
| 3   | 20 | Raph                | Maserati 4CL        | 55    | +13 krogov |        |
| 4   | 8  | Georges Grignard    | Delahaye 135S       | 53    | +15 krogov |        |
| 5   | 18 | Maurice Trintignant | Bugatti Type 35C/51 | 50    | +18 krogov |        |
| 6   | 4  | Taso Mathieson      | Maserati 8C         | 49    | +19 krogov |        |
| 7   | 6  | Eugène Chaboud      | Delahaye 135S       | 47    | +21 krogov |        |
| 8   | 10 | Louis Villeneuve    | Delahaye 135S       | 45    | +23 krogov |        |
| Ods | 12 | Raymond Sommer      | Maserati 4CL        | 38    | bat        |        |
| Ods | 14 | Robert Mazaud       | Delahaye 135S       | 12    |            |        |